# Gunung Sengayang
Gunung Sengayang är ett berg i Indonesien.   Det ligger i provinsen Provinsi Bali, i den sydvästra delen av landet, 900 km öster om huvudstaden Jakarta. Toppen på Gunung Sengayang är 2 087 meter över havet, eller 454 meter över den omgivande terrängen. Bredden vid basen är 3,3 km. Gunung Sengayang ligger på ön Bali.
Terrängen runt Gunung Sengayang är kuperad norrut, men söderut är den bergig.Runt Gunung Sengayang är det tätbefolkat, med 530 invånare per kvadratkilometer. Närmaste större samhälle är Munduk, 5,4 km nordväst om Gunung Sengayang. I omgivningarna runt Gunung Sengayang växer i huvudsak städsegrön lövskog.